# Richard Loening
Jakob Bernhard Richard Loening (17. august 1848 i Frankfurt am Main - 18. september 1913) var en tysk jurist, bror til Edgar Loening.
Loening blev 1869 Dr. jur. i Heidelberg, deltog i den tysk-franske krig 1870—71, var 1871—74 i praktisk virksomhed. Han blev 1875 privatdocent i Heidelberg, 1878 ekstraordinær professor sammesteds, 1882 ordentlig
professor i Jena. Særlig retshistorien og strafferetten har været genstand for Loenings åndrige og skarpsindige forskning. Erkendelsen af retsideerne søger han ad historisk, genetisk vej, han forkaster enhver spekulativ behandling af retten, ethvert forsøg på at konstruere rettens indhold eller principper ud fra den subjektive fornuft. Som ivrig Shakespearedyrker har Loening forfattet
Die Hamlet-Tragödie Shakespeares (1893) og foredraget Ueber die physiologischen Grundlagen der Shakespeare’schen Psychologie ("Jahrbuch der deutschen Shakespeare-Gesellschaft", XXXI, 1895, siderne 1—37).
Foruden fortrinlige afhandlinger, for eksempel i "Zeitschrift für die gesamte Strafrechtswissenschaft", deriblandt navnlig Über geschichtliche und ungeschichtliche Behandlung des deutschen Strafrechts, III bind, 1883, siderne 219—375, har Loening blandt andet skrevet Ueber Ursprung und rechtliche Bedeutung der in den altdeutschen Urkunden enthaltenen Strafklauseln (1875), Der Vertragsbruch und seine Rechtsfolgen, I (1876), Der Reinigungseid bei Ungerichtsklagen im Deutschen Mittelalter (1880), Die Wiederklage im Reichs-Civilprocess (1881), Grundriss zu Vorlesungen über deutsches Strafrecht (1885), Die strafrechtliche Hartung des verantwörtlichen Redakteurs (1889), Ueber die Begründung des Strafrechts (1889), det stort anlagte Geschichte der strafrechtlichen Zurechnungslehre, hvis 1. bind (1903) omhandler Die Zurechnungslehre der Aristoteles, og Über Wurzel und Wesen des Rechts (1907).